# Тонски санди
Тонски санди је промјена тона који се мијења у зависности од контекста или природе тонова који га окружују.
То је врста санди, или фузијских промјена, из санскритске речи за „спајање“.
На примјер, мандарински кинески језик посједује санди правила где ниски тон постаје узлазни тон када је праћен другим ниским тоном. Тако поздрав nǐhǎo (написан у пинјину), се састоји од нискотонске речи nǐ (你) „ти“ и hǎo (好) „добро“ и изговара се као níhǎo и не разликује се од речи које те тонове посједује у оригиналу. То јест, тонски санди је фонемска а не само фонетска промјена тона.

## Језици са тонским санди
Не посједују сви тонски језици тонски санди. Санди правила се налазе у многим ото-манганским језицима у Мексику.
Многи кинески језици имаји тонски санди, поједини чак веома сложен. Док је мандарински санди једноставан, амој мински језик има сложенији систем. Начин претварања тонова који се појављују прије других, зависи од завршног сугласника слога који их носе.
Амојски има пет тонова, који се умањују на два у слоговима које се завршавају плозивом. (Ови су набројани 4 и 8 у слици горе.) Међу неплозивних слоговима (то јест, оне које не престају са плозивом), 1. тон постаје 7., 7. тон постаје 3., тон 3 постаје 2., и тон 2 постаје 1. Тон 5 постаје 7. или 3., зависно од дијалекта.